# Tân Tiến, An Dương
Tân Tiến là một phường thuộc quận An Dương, thành phố Hải Phòng, Việt Nam.

## Địa lý
Phường Tân Tiến nằm ở phía bắc quận An Dương, có vị trí địa lý:
- Phía đông giáp phường Nam Sơn và quận Hồng Bàng
- Phía tây giáp phường Hồng Phong
- Phía nam giáp phường Hồng Phong và phường Nam Sơn
- Phía bắc giáp phường Lê Thiện và quận Hồng Bàng.

Phường Tân Tiến có diện tích 6,12 km², dân số năm 2023 là 15.838 người, mật độ dân số đạt 2.587 người/km².

## Lịch sử
Trước năm 1945, địa bàn xã Tân Tiến thuộc 4 làng: Nông Xá, Do Nha, một phần Khinh Giao và Vụ Bản thuộc tổng Vụ Nông.
Sau năm 1945, thành lập xã Đồng Khánh và xã Ái Quốc trên cơ sở diện tích của 4 làng.
Tháng 5 năm 1950, thành lập xã Tân Tiến trên cơ sở xã Đồng Khánh và xã Ái Quốc.
Ngày 7 tháng 4 năm 1966, Chính phủ ban hành Quyết định số 67-CP về việc thành lập huyện An Hải trên cơ sở huyện An Dương và huyện Hải An. Khi đó, xã Tân Tiến thuộc huyện An Hải.
Ngày 20 tháng 12 năm 2002, Chính phủ ban hành Nghị định số 106/2002/NĐ-CP về việc chuyển xã Tân Tiến thuộc huyện An Hải về huyện An Dương mới đổi tên quản lý.
Năm 2022, xã Tân Tiến có 4 thôn: Nông Xá, Do Nha, Vụ Bản, Kinh Giáo.
Ngày 20 tháng 7 năm 2022, HĐND TP. Hải Phòng ban hành Nghị quyết số 26/NQ-HĐND về việc:
- Thành lập thôn Tây Nam Vụ Bản trên cơ sở 3 thôn: Tây, Nam, Vụ Bản.
- Sáp nhập thôn 4 Do Nha vào thôn 3 Do Nha.

Ngày 24 tháng 10 năm 2024, Ủy ban Thường vụ Quốc hội ban hành Nghị quyết số 1232/NQ-UBTVQH15 về việc sắp xếp đơn vị hành chính cấp huyện, cấp xã của thành phố Hải Phòng giai đoạn 2023 – 2025 (nghị quyết có hiệu lực từ ngày 1 tháng 1 năm 2025). Theo đó, thành lập phường Tân Tiến thuộc quận An Dương trên cơ sở toàn bộ 1,40 km² diện tích tự nhiên, quy mô dân số là 4.023 người của xã Bắc Sơn sau khi điều chỉnh và toàn bộ 4,72 km² diện tích tự nhiên, quy mô dân số là 11.815 người của xã Tân Tiến.
Phường Tân Tiến có 6,12 km² diện tích tự nhiên và quy mô dân số là 15.838 người.